# Overlord (film, 2018)
Pour l’article homonyme, voir Overlord.
Pour plus de détails, voir Fiche technique et Distribution.
Overlord est un film de guerre horrifique américain réalisé par Julius Avery et sorti en 2018.
Le film est un temps présenté comme le quatrième film de la franchise anthologique Cloverfield. Le film reçoit des critiques mitigées de la presse et ne rencontre pas le succès commercial.

## Synopsis
En 1944, dans un monde alternatif où le président américain Franklin Delano Roosevelt est mort cette année là, Harry S. Truman est président. À la veille du débarquement de Normandie, une unité de parachutistes américains reçoit pour mission de perturber les communications allemandes, en détruisant une puissante antenne radio cachée dans une église.
Après que leur avion a été abattu au-dessus de la campagne normande, les survivants sont rapidement pris à partie par les Nazis qui réduisent le commando à quatre hommes : le caporal Ford et les soldats Boyce, Chase et Tibbet.
Fuyant à travers les bois, les survivants rencontrent Chloé, une jeune femme habitant le village où se situe l'église, et le petit groupe trouve refuge dans sa maison, où habitent également son petit frère Paul et sa tante. Pendant que deux membres du commando, Tibbet et Chase, tentent de poursuivre la mission qui leur a été confiée, le caporal Ford et Boyce constatent que le village est vide, tout ses habitants ayant été conduits à l'église, et que la tante de Chloé elle-même en est revenue silencieuse et affreusement défigurée.
L'arrivée de l'Hauptsturmführer SS Wafner oblige les deux hommes à se cacher au grenier pendant que l'officier menace Chloé d'emmener son petit frère à l'église si elle ne cède pas à ses avances. Boyce et Ford interviennent alors et prennent en otage Wafner, puis, Boyce est envoyé pour retrouver ses camarades partis un peu plus tôt.
Arrivé à proximité de l'église qui se trouve légèrement en dehors du village, le soldat remarque des installations militaires nettement plus imposantes que prévu et assiste à la crémation au lance-flammes de cadavres de villageois, tous affreusement défigurés. Il est alors surpris par un chien de garde qui l'oblige à se cacher dans un camion, transportant des cadavres vers l'église.
Sur place, après s'être glissé hors du camion, Boyce découvre, en plus de l'antenne radio, un laboratoire secret où sont menées des expériences atroces sur les villageois, et sur les cadavres fraichement décédés. Toutes ces expériences semble tourner autour d'un mystérieux sérum orange et d'un puits bouillonnant d'où sort une argile noire. Libérant au passage un autre parachutiste qui avait été capturé lors du crash de leur avion, Boyce s'échappe par les égouts et parvient à retourner au village, non sans avoir emporté une seringue du mystérieux sérum orange.
Une fois en sécurité, Boyce confronte le SS Wafner qui refuse de révéler ce qu'il sait sur le sérum. Le caporal Ford prend alors les choses en main et interroge brutalement l'officier qui ne cède pas, mais parvient à tuer Chase lors d'une tentative d'évasion. Se souvenant des expériences dont il a été témoin dans l'église, Boyce injecte alors le sérum au cadavre de Chase qui, à la stupéfaction générale, ressuscite sous leurs yeux, avant de muter et de devenir fou de rage.
Obligés de se débarrasser de Chase devenu incontrôlable, le commando est interrompu par une patrouille SS venue aider Wafner. Celui-ci parvient à s'échapper en emmenant Paul, le petit-frère de Chloé, en otage, non sans avoir reçu au passage une balle le défigurant. Pendant que le SS, fou de rage s'injecte deux doses de sérum pour surmonter ses blessures, le petit groupe décide d'attaquer l'église : un assaut frontal servira de diversion pendant que Boyce, Ford et Chloé s'infiltreront par les égouts, afin de chercher Paul et détruire le laboratoire.
La tactique semble fonctionner et le petit groupe parvient à placer des explosifs et à libérer Paul, mais ils doivent également affronter Wafner qui a acquis une force et une résistance surhumaine, ainsi que d'autres mutants. Constatant qu'aucun d'entre eux ne peut rivaliser face au SS, Ford grièvement blessé par Wafner quelques instants plus tôt s'injecte lui-même une dose de sérum et parvient à le maîtriser, le temps que Boyce allume la mèche des explosifs. Ford meurt finalement dans l'explosion mais le laboratoire ainsi que l'église sont pulvérisés.
Peu de temps après, le débarquement allié est un succès et Boyce se présente au rapport devant ses supérieurs. Malgré l'insistance de ceux-ci pour connaître la vérité, rien ne sera révélé au sujet du laboratoire.

## Fiche technique
Sauf indication contraire, les informations mentionnées dans cette section peuvent être confirmées par la base de données cinématographiques IMDb,  présente dans la section « Liens externes ».
- Titre original et français : Overlord
- Réalisation : Julius Avery
- Scénario : Billy Ray et Mark L. Smith, d'après une histoire de Billy Ray
- Direction artistique : Grant Armstrong
- Décors : Jon Henson
- Costumes : Anna B. Sheppard
- Photographie : Laurie Rose
- Montage : Matt Evans
- Musique : Jed Kurzel
- Production : J. J. Abrams et Lindsey Weber ; Jo Burn (délégué)
- Sociétés de production : Bad Robot Productions et Paramount Pictures
- Société de distribution : Paramount Pictures (États-Unis et France)
- Budget : 38 millions de dollars
- Pays de production :  États-Unis
- Langues originales : anglais, russe, français, allemand
- Format : couleur — 2,39:1 (Panavision) — son Dolby Atmos
- Genre : Guerre, horreur, science-fiction, uchronie
- Durée : 125 minutes
- Dates de sortie[1] :
  - États-Unis : 9 novembre 2018
  - France : 21 novembre 2018
- Interdit aux moins de 16 ans lors de sa sortie en France

## Distribution
- Jovan Adepo (VF : Mike Fédée) : Boyce
- Wyatt Russell (VF : Gilduin Tissier) : Ford
- Pilou Asbæk (VF : Jochen Haegele) : Wafner
- Mathilde Ollivier (VF : elle-même) : Chloé
- John Magaro (VF : Antoine Schoumsky) : Tibbet
- Bokeem Woodbine (VF : Frantz Confiac) : le sergent Rensin
- Jacob Anderson : Charlie Dawson
- Iain de Caestecker (VF : Arnaud Laurent) : Chase
- Dominic Applewhite : Rosenfeld
- Gianni Taufer : Paul
- Joseph Quinn : Grunauer
- Erich Redman (en) : Dr Schmidt
- Mark McKenna : Murphy
- Meg Foster : la tante de Chloé

## Production

### Genèse et développement
En février 2017, Bad Robot Productions et Paramount Pictures annoncent que Julius Avery va diriger un film de zombies se déroulant durant la  Seconde Guerre mondiale et intitulé Overlord.
En mai 2017, Wyatt Russell, Jovan Adepo, Jacob Anderson, Dominic Applewhite, Pilou Asbæk, Iain De Caestecker, John Magaro, Mathilde Ollivier et Bokeem Woodbine sont annoncés pour la distribution.
En janvier 2018, il est révélé que le projet Overlord est en réalité lié à l'univers de fiction Cloververse débuté avec le film Cloverfield, sorti en 2008. Cette annonce est faite avant même la sortie du troisième film, The Cloverfield Paradox. Cependant, lors de la CinemaCon d'avril 2018, J. J. Abrams annonce que ce film ne sera pas une continuité de la franchise et qu'une suite à celle-ci est en développement.

### Tournage
Le tournage a eu lieu à Londres en mai 2017.

## Accueil

### Accueil critique
Sur le site agrégateur de critiques Rotten Tomatoes, le film obtient un score de 82 %, avec une moyenne de 6,6/10 sur la base de 128 critiques positives et 29 négatives. Sur Metacritic, il obtient un score de 60 sur 100 sur la base de 28 critiques. Sur Internet Movie Database, il obtient un score de 7,1/10 sur la base de 16 257 votes. Sur Allociné, il obtient un score de 3,1⁄5 sur la base de 16 critiques.
Pour le journal Le Parisien le résultat est plutôt convaincant « Un film efficace et bourré d'action, avec plusieurs scènes plus que sanglantes. ». Selon Première, « Overlord est interminable, bourré de clichés qui ralentissent l'action, aussi chiche en action qu'en effets gore -car le film ne travaille ni l'ellipse ni le hors champ, trop subtils pour son script et son découpage balourds. ».

### Box-office
| Pays ou région        | Box-office      | Date d'arrêt du box-office | Nombre de semaines |
| --------------------- | --------------- | -------------------------- | ------------------ |
| États-Unis Canada     | 21 704 844 $    | 20 décembre 2018           | 6                  |
| France                | 211 472 entrées | 25 décembre 2018           | 5                  |
| Total hors États-Unis | 19 953 000 $    | 2 janvier 2019             | 7                  |
| Total mondial         | 41 657 844 $    | 2 janvier 2019             | 7                  |

## Commentaire
Le héros du film, le soldat Boyce (Jovan Adepo) est un Afro-Américain, de même que son sergent au début du film. C'est une impossibilité historique, car à cette époque l'armée américaine pratiquait encore la ségrégation raciale. Les soldats noirs servaient généralement dans des unités logistiques à l'arrière, rarement en unité de combat, et jamais dans la même unité que des soldats blancs. Cet anachronisme est volontaire de la part du producteur J. J. Abrams, qui a fait le choix d'ouvrir le casting à tous les acteurs en fonction de leur talent et non de leur couleur de peau.